# Sandterne
Sandternen (Gelochelidon nilotica) er en fugleart i terneslægten Gelochelidon, hvor den er eneste art. Den lever spredt over alle kontinenter, bortset fra Antarktis. I Europa findes den største bestand i Spanien. Arten har et vingefang på op til 110 centimeter. Den er kraftigt bygget og mågelignende med lange ben og fanger mest sin føde på jorden, ikke ved at styrtdykke efter fisk som mange andre terner.
Føden består blandt andet af mus, frøer, firben og biller.

## Forekomst i Danmark
Sandternen yngler sjældent i Danmark, 1 par blev registreret i 2011. Bestanden har været aftagende gennem hele 1900-tallet. På den danske rødliste opføres den som kritisk truet.